# Azri'el (jméno)
Azri'el (také Azriel, Asriel, Esriel) je mužské rodné jméno. Pochází z hebrejštiny, kde znamená Bože, pomoz, je vytvořené ze slov עָזַר ('azar) pomoci a אֵל ('el) Bůh. Jméno je zmíněno ve Starém zákoně.

## Známí nositelé

### Jako rodné jméno
- Azri'el z Gerony, židovský mystik,
- Azri'el ben Jechi'el, německý rabín,
- Azri'el Ari'el, izraelský rabín,
- Azri'el Zelig Auerbach, jeruzalémský rabín,
- Azri'el Carlebach, izraelský novinář,
- Azri'el Graeber, zakladatel Jewish Scholarship Society,
- Azri'el Hildesheimer, německý rabín,
- Azri'el Chajkin, ukrajinský rabín,
- Azri'el Kaufman, židovský umělec a pedagog,
- Azri'el Levy, logik z Hebrejské university v Jeruzalémě,
- Azri'el Rabinowitz, litevský rabín a oběť holokaustu,
- Azri'el Rosenfeld, americký profesor, expert na analýzu obrazu,
- Azri'el Šochet, izraelský historik.

### Jako příjmení
- Aharon Azri'el, jeruzalémský kabalista,
- Chen Azri'el, izraelský fotbalista,
- Josef Azri'el, izraelský činovník a podnikatel,
- Refa'el Jehošua Azri'el, izraelský rabín.

## Souvislé články
- Azar'el
- Azrael